# Los Picachos
Los Picachos är en ort i Mexiko.   Den ligger i kommunen Choix och delstaten Sinaloa, i den nordvästra delen av landet, 1 300 km nordväst om huvudstaden Mexico City. Los Picachos ligger 208 meter över havet och antalet invånare är 358.
Terrängen runt Los Picachos är kuperad norrut, men söderut är den platt. Runt Los Picachos är det mycket glesbefolkat, med 6 invånare per kvadratkilometer. Los Picachos är det största samhället i trakten. I omgivningarna runt Los Picachos växer huvudsakligen savannskog.